# Ptolemeusz XI Aleksander II
Ptolemeusz XI Aleksander II (ur. ok. 115 p.n.e. lub 104 p.n.e., zm. 80 p.n.e.) (gr. basileus Ptolemaios XI Aleksandros II - król Ptolemeusz Aleksander) – król Egiptu z dynastii Ptolemeuszów. Panował niecały miesiąc w roku 80 roku p.n.e. Był synem Ptolemeusza X i nieznanej matki, mężem Kleopatry Bereniki III.

## Życiorys
Ok. 102 p.n.e. dla bezpieczeństwa został umieszczony przez swoją babkę Kleopatrę III wraz z kuzynami; Ptolemeuszem XII i Ptolemeuszem z Cypru na wyspie Kos na Morzu Egejskim. Tam ok. 88 p.n.e. dostał się wraz z nimi i skarbem państwa Ptolemeuszów w ręce króla Pontu, Mitrydatesa VI Eupatora, który wówczas prowadził pierwszą ze swoich wojen z Rzymem (89-84 p.n.e.). Wraz z dwójką krewnych przebywał na dworze w Sinope. W 84 p.n.e. Ptolemeusz XI w trakcie bitwy (lub rokowań) między Rzymianami a Mitrydatesem uciekł i oddał się pod opiekę Sulli, który przetransportował go do Rzymu. Sulla doprowadził do jego powrotu do Aleksandrii na przełomie maja i czerwca 80 p.n.e. i ślubu z jego sprawującą od pół roku władzę macochą Kleopatrą Berenike III. Według rzymskiej narracji w zamian za pomoc w zdobyciu władzy Ptolemeusz sporządził testament, zgodnie z którym w razie wygaśnięcia linii Lagidów Egipt miał trafić na własność Republiki.
W dziewiętnaście dni po zaślubinach na rozkaz Ptolemeusza zamordowano jego żonę (wg niektórych źródeł miał on własnoręcznie zabić Berenikę). Rozwścieczeni mieszkańcy Aleksandrii zgładzili go za to. Po jego śmierci władzę oddano w ręce Ptolemeusza XII.